# Distretto di Garabekewül
Il distretto di Garabekewül è un distretto del Turkmenistan situato nella provincia di Lebap. Ha per capoluogo la città di Garabekewül.